# Conferência Oeste (KHL)
A Conferência Oeste é uma das duas conferências da Liga Continental de Hóquei. Ela é composta por 14 equipes de seis países diferentes.

## Equipes para2016–17
| Divisão Bobrov      | Divisão Tarasov         |
| ------------------- | ----------------------- |
| Dinamo Minsk        | CSKA Moscou             |
| Dinamo Riga         | Dynamo Moscou           |
| Jokerit Helsinki    | Lokomotiv Yaroslavl     |
| Medveščak Zagreb    | Severstal Cherepovets   |
| SKA São Petersburgo | HC Sochi                |
| Slovan Bratislava   | Torpedo Nizhny Novgorod |
| Spartak Moscou      | Vityaz Podolsk          |